# Office of Communications

Logo

Das Office of Communications (Ofcom) ist die britische Medienaufsichtsbehörde in Form einer Körperschaft des öffentlichen Rechts. Sie wurde als „Oberbehörde“ für die neuen Anforderungen durch die immer stärkere Überlappung der verschiedenen Massenmedien 2002 durch den Office of Communications Act begründet. Volle Autorität erhielt sie durch den Communications Act von 2003. Am 29. Dezember 2003 wurden Ofcom die Aufgaben übertragen, die zuvor im Zuständigkeitsbereich von fünf anderen Aufsichtsbehörden lagen. Der Sitz der Behörde ist in London.

## Aufgaben
Die Aufgabe der Behörde ist es, den Interessen der Bürger und Verbraucher zu dienen, indem sie den Wettbewerb fördert und den Verbraucher vor Schaden durch beleidigendes oder anstößiges Material schützt.
Zu den weiteren Aufgaben gehört unter anderem die Lizenzierung, Forschung, das Erstellen von Regularien, das Bearbeiten von Beschwerden und die Beobachtung des Wettbewerbs. Typisch für Ofcom sind Befragungen, die auf ihren Webseiten veröffentlicht werden und auch in die Entscheidungsfindung eingehen können.

## Grundlagen, Struktur und Finanzierung
Die Idee des Ofcom unterscheidet sich vom Modell der deutschen Landesmedienanstalten vor allem durch einen ausgeprägten Praxisbezug und eine ökonomische Gesamtausrichtung. Ofcom reguliert prinzipiell zurückhaltend und vertraut auf Marktkräfte. Aus dem gleichen Grund ist es technikneutral und handelt nur dort, wo der Wettbewerb ein politisch erwünschtes Ergebnis offenkundig verfehlt. Mit Blick auf den europäischen Markt („Fernsehen ohne Grenzen“) vertraut das Ofcom auf stärkere Selbstkontrolle der Rundfunkteilnehmer und hielt sich vor dem Brexit in Fragen der Werberichtlinien vollständig an die Vorgaben aus Brüssel.
Ofcom dient gleichzeitig dem Schutz der Mediennutzer, Bürger und Verbraucher. Es ist unabhängige Beschwerdeinstanz für Zuschauer und Zuhörer. Grundlage ist der „Broadcasting Code“, in dem die Regeln medialen Arbeitens für alle Fernseh- und Radiosender Großbritanniens festgeschrieben sind. Nachweisbare Verstöße dagegen können mit Geldstrafen belegt werden.
Im Juni 2008 belegte es zum Beispiel den Radioanbieter GCap – nach eigenen Angaben Großbritanniens größter kommerzieller Radioanbieter – mit der Rekordstrafe von 1,1 Millionen Pfund. Ofcom hatte mit beispielloser Hartnäckigkeit nachgewiesen, dass GCap-Sender bei Radio-Gewinnspielen betrogen hatten.
Als mediale Regulierungsbehörde setzt Ofcom nach Auskunft von Tim Suter, Mitglied des Executive Committee der britischen Regulierungsbehörde, nicht auf Binnenpluralismus, sondern auf ein breites Anbieterspektrum. Ein wesentlicher Unterschied sei auch das Fehlen föderaler Strukturen, wie sie in Deutschland existierten. „Mir fällt es schwer zu begreifen, wie man Rundfunk nur auf regionalem Level regulieren soll“, sagte Suter Anfang April 2006 im Rahmen eines Kolloquiums am Berliner Institut für Medien- und Kommunikationspolitik (IfM). „Wenn Fernsehen mit Kabel oder Satellit überall zu empfangen ist, sollte man Regulierung auf der höchstmöglichen Stufe ansiedeln. Bei uns funktioniert das sehr gut auf nationalem Level.“ Deshalb ist das föderale Regulierungsmodell in Deutschland nach Meinung von Ofcom-Vorstand Suter in wesentlichen Punkten überholt.
Die britische Regulierung habe laut Suter viele der in Deutschland derzeit noch ungelösten Probleme bereits überwunden, weshalb der englische Markt im europäischen Vergleich technologisch und wirtschaftlich an vorderster Stelle rangiere. Für die britische Wirtschaft habe es sich damit gelohnt, fünf Regulierungsbehörden – darunter das Office of Telecommunications (Oftel, Telekommunikationsregulierung), das Broadcasting Standards Council (Programmbeschwerden) und die Independent Television Commission (ITC, Privatfernsehen) – als Ofcom zu bündeln. „Unsere Philosophie heißt Wettbewerb“, erklärte Suter in dem IfM-Gespräch: „Wir wollen, dass der Markt sich selbst regelt, soweit dies möglich ist. Dort, wo der Markt keine Lösungen anzubieten hat, kommen wir ins Spiel.“
Eine Sonderrolle in Regulierungsfragen hat indes die BBC inne. Sie drängte die ihr ursprünglich zugedachte externe Regulierung zurück: Das Ofcom überwacht hier lediglich die Anforderungen an die BBC zum Schutze der Verbraucher und die Quotierungen zur Sicherung kreativer Vielfalt; ferner erhält die BBC vom Ofcom Hinweise zu ihren jährlichen Programmberichten, die unter anderem als Grundlage für die für 2007 geplante neue BBC Charta dienen.
Ofcom hat dazu beigetragen, dass Großbritannien sein Medienrecht zugunsten der Produzenten geändert hat: Die Rechte für Filme und Dokumentationen verbleiben in der Regel bei den Urhebern und gehen nicht mehr automatisch auf die Sender über, die künftig nur noch für eine begrenzte Zeit und einen bestimmten Verbreitungsweg die Ausstrahlungsrechte erwerben können. In keinem anderen europäischen Land werden seither so viele nationale Produktionen gesendet wie in England. Weil es dem Ofcom um Inhalte und deren Kontexte, nicht um Verbreitungswege geht, lehnt es zudem eine Internetregulierung kategorisch ab. Vom Ofcom-Prinzip der „light touch regulation“ ausgenommen sind auch Presse und Werbung, deren Überwachung der Independent Press Standards Organisation (bis 2014: Press Complaints Commission) bzw. der Advertising Standards Association überlassen wird.
Die Behörde verfügte 2005/2006 über ein Gesamtbudget in Höhe von 133 Mio. Pfund. Die Finanzierung erfolgt aus Lizenzgebühren der Rundfunk- und Diensteveranstalter und einem Zuschuss des Handels- und Industrieministeriums (DTI) zur Regulierung und Verwaltung des Frequenzspektrums. 2020 gab es 937 Mitarbeiter (Vollzeitäquivalente auf das Fiskaljahr 2019/2020 verteilt).